# Lucienne N’Da
Lucienne Koffi N'Da Adjoua est née le 6 juillet 1965 à Adjamé dans le district d'Abidjan. Elle est une athlète ivoirienne spécialiste du saut en hauteur.

## Biographie

### Carrière sportive
Elle commence le sport au collège moderne de Treichville en 1982, et est appelée en équipe nationale la même année. Elle obtient sa première médaille internationale, le bronze, lors des Championnats d'Afrique de 1982 au Caire. En 1983, la CONFEJES lui octroie une bourse de la coopération française pour suivre ses études à l'INSEP à Vincennes, en France. Elle sera licenciée au Racing Club de France de Paris, puis à l'Athletique Club Paris-Joinville, de novembre 1990 jusqu'à sa retraite. Son record personnel au saut en hauteur est de 1,95 m, établi le 28 juin 1992 à Port Louis à l’Ile Maurice, lors des championnats africains. Cette performance constitue par ailleurs le record d'Afrique de la spécialité et ne sera battue qu'en 2003 par la Sud-africaine Hestrie Cloete, championne du monde à Paris avec un saut de 2,06 m. Elle sera 5 fois championne d'Afrique de la spécialité et première aux Jeux africains d’Égypte en 1991. Une affaire de dopage va entraver sa carrière. Suspendue, l’Ivoirienne reprend la compétition sans toutefois réussir ses performances antérieures.

### Reconversion
Fonctionnaire et agent de l'état de Côte d'Ivoire au ministère des sports et loisirs depuis 1986, elle a d'abord exercé à la Fédération Ivoirienne d'Athlétisme en tant qu'animatrice, puis en 1988 comme entraîneur national adjoint du saut en hauteur. En 2001, mutée à l'Office National des Sports (ONS), structure nationale qui gère les infrastructures sportives civiles de l'état sur toute l'étendue du territoire national, elle est nommée chef des services ressources, de la promotion et aux relations extérieures jusqu'en 2005, pour gérer les relations entre les fédérations et les sponsors et chercher des ressources propres. En 2004, elle se présente pour l'élection à la Présidence de la fédération ivoirienne d'athlétisme, mais se voit privée d'élection pour irrégularité dans son dossier de candidature. En février 2011, elle est nommée Sous-directrice des Ressources, de la Promotion et des Manifestations, nomination annulée, par la suite en juillet 2011 par le nouveau gouvernement.apres un concours professionnel, je suis admise au grade A5 des inspecteurs pédagogiques d'éducation physique et sportive. source ministère de la fonction publique de côté d'ivoire.

## Palmarès

### International
| Date | Compétition            | Lieu      | Résultat | Performance |
| ---- | ---------------------- | --------- | -------- | ----------- |
| 1982 | Championnats d'Afrique | Le Caire  | 3e       | 1,64 m      |
| 1984 | Championnats d'Afrique | Rabat     | 2e       | 1,73 m      |
| 1985 | Championnats d'Afrique | Le Caire  | 3e       | 1,70 m      |
| 1988 | Championnats d'Afrique | Annaba    | 1re      | 1,80 m      |
| 1989 | Championnats d'Afrique | Lagos     | 1re      | 1,81 m      |
| 1990 | Championnats d'Afrique | Le Caire  | 1re      | 1,80 m      |
| 1991 | Jeux africains         | Le Caire  | 1re      | 1,83 m      |
| 1992 | Championnats d'Afrique | Maurice   | 1re      | 1,95 m      |
| 1992 | Coupe du monde         | La Havane | 3e       | 1,88 m      |
| 1993 | Championnats d'Afrique | Durban    | 2e       | 1,86 m      |

### Autres
- 1983 : participation aux Jeux universitaires d'Edmonton au Canada
- 1987 : participation aux 4e jeux africains à Nairobi
- 1988 : participation aux 25e jeux Olympiques à Séoul en Corée du Sud
- 1989 : 7e à la 5e coupe du monde d'Athlétisme à Barcelone en Espagne
- 1991 : participation aux 3e championnats du monde d'Athlétisme à Tokyo au Japon
- 1993 : participation aux 4e championnats du monde à Stuttgart en Allemagne
- 1994 : 3e aux 2e jeux de la Francophonie à Paris en France

## Records
- 1983 : recordwoman d'Afrique junior (1,77 m)
- 1988 : recordwoman d'Afrique (1,80 m )
- 1989 : nouveau record dAfrique (1,84 m à Abidjan )
- 1989 : record des championnats dAfrique à Lagos (1,81 m)
- 1990 : nouveau record d'Afrique le 03 - 03 - 90 (1,88 m)
- 1990 : nouveau record d'Afrique le 13 - 07 - 90 aux jeux ivoiro-ghanéens à Abidjan (1,91 m)
- 1991 : record des Jeux africains au Caire.
- 1992 : nouveau record d'Afrique le 24 juin 1992 (1,94 m au meeting de l'unité africaine)
- 1992 : nouveau record d'Afrique et des championnats le 28 juin 1992 à Port louis à l'Ile Maurice (1,95 m)